# Yuhei Marumoto
Yuhei Marumoto (født 21. maj 1991) er en tidligere japansk fodboldspiller.
Han har spillet for flere forskellige klubber i sin karriere, herunder Fujieda MYFC.